# Хаттисберг (Миссисипи)
Хаттисберг  — город в американском штате Миссисипи , расположенный в основном в округе Форрест (где он является административным центром округа и крупнейшим городом)  и простирающийся на запад до округа Ламар.  По переписи 2010 года Население города составляло 45 989 человек,  в 2020 году - 48 730 человек. Город расположен в районе Соснового пояса.

## История
Во время европейской колонизации на эту территорию сначала претендовали французы. Между 1763 и 1783 годами территория, которая в настоящее время является Хаттисбергом, находилась под юрисдикцией британской колонии Западная Флорида. После обретения Соединенными Штатами независимости Великобритания уступила им эту и другие области после 1783 года. договор был ратифицирован, в этот район начали переселяться европейско-американские поселенцы.
В 1830-х годах чокто и чикасо были переселены властями Соединенных Штатов в соответствии с договорами, санкционированными Законом о переселении индейцев,  который был издан для переселения пяти племён с юго-востока на запад от реки Миссисипи. Они и их рабы были переселены на индейскую территорию в сегодняшних Канзасе и Оклахоме.
Хаттисберг возник в месте слияния рек Лиф и Буи. Он был основан в 1882 году капитаном Уильямом Х. Харди, инженером-строителем. Первоначально называвшийся Твин-Форкс, а затем Гордонвиль, город получил свое окончательное название Хаттисберг от капитана Харди в честь его жены Хэтти. Хаттисберг расположен менее чем в 100 милях от столицы штата Джексон, а также от побережья Мексиканского залива Миссисипи, Нового Орлеана, Луизиана и Мобила, Алабама.
В 1884 году через Хаттисберг была проложена Ново-Орлеанская и Северо-восточная железная дорога, соединяющая Меридиан, штат Миссисипи и Новый Орлеан. Также через Хаттисберг прошла Железная дорога залива и острова Шип  (G&SIRR) , соединяющая Галфпорт и столицу штата Миссисипи -  Джексон. Это стимулировало лесной бум в 1897 году, когда внутренние сосновые леса вырубались быстрыми темпами.  G&SIRR предоставила штату доступ к глубоководной гавани в Галфпорте, более чем вдвое увеличило население городов на своем пути, стимулировало рост города Галфпорт и сделало Хаттисберг железнодорожным центром. С 1924 по 1946 год G&SIRR работала как дочерняя компания Центральной железной дорога Иллинойса.
Хаттисберг получил свое прозвище «Город-хаб» в 1912 году в результате конкурса, проведенного в местной газете. Он был назван так потому, что находился на пересечении ряда важных железнодорожных линий. Позже шоссе США 49 , шоссе США 98 и шоссе США 11 , а позже межштатная автомагистраль 59 также пересекались в Хаттисберге и его окрестностях.
Во времена Холодной войны недалеко от  Хаттисберга  проводились испытания ядерного оружия.В 1960-х годах два ядерных устройства были взорваны в соляных куполах недалеко от Ламбертона , штат Миссисипи, примерно в 28 милях к юго-западу от Хаттисберга.Замеры Агентства по охране окружающей среды в этом районе не выявило для человека уровней радиоактивного загрязнения в этом районе.
На протяжении 20-го века в Хаттисберге были основаны  военный мобилизационный центр Кэмп-Шелби, две крупные больницы и два колледжа, Университет Южного Миссисипи и Университет Уильяма Кэри. Растущая территория, включающая округа Хаттисберг, Форрест и Ламар , была определена в 1994 году как столичная статистическая зона с общим населением более 100 000 жителей.
В 2005 году Хаттисберг очень сильно пострадал от урагана Катрина. Около 10 000 строений в этом районе получили серьезные повреждения. Приблизительно 80 процентов городских дорог были заблокированы деревьями, а электричество в этом районе было отключено на срок до 14 дней. В результате шторма в Хаттисберге и его окрестностях погибли 24 человека.
Город известен своим полицейским управлением, так как это было первое и почти десятилетие единственное правоохранительное агентство штата Миссисипи, аккредитованное Комиссией по аккредитации правоохранительных органов на федеральном уровне. Кафедра обслуживается собственной учебной академией. Она считается одной из самых сложных базовых академий в стране, уровень отсева составляет более 50%.
Зоопарк Хаттисберга в парке Кампер является давней туристической достопримечательностью города.
В 2011 году исторический район Хаттисберга был назван Американской ассоциацией планирования одним из «великих мест в Америке». Места выбираются ежегодно и представляют собой золотой стандарт с точки зрения истинного чувства места, культурного и исторического интереса. В районе из двадцати пяти кварталов находится одна из лучших коллекций домов викторианской эпохи в Миссисипи, причем более девяноста процентов домов существенно отремонтированы и содержатся в хорошем состоянии. Исторический район Хаттисберга [HHND] был первым признанным историческим районом Хаттисберга и был внесен в Национальный реестр исторических мест в 1980 году.

## География
Бо́льшая часть Хаттисберга находится в округе Форрест. Меньшая часть на западной стороне находится в округе Ламар,  Он состоит из, во-первых, узкого участка земли, лежащего к востоку от I-59 , и, во-вторых, расширения неправильной формы в Западный Хаттисберг . По переписи 2000 года 42 475 из 44 779 жителей города (94,9%) проживали в округе Форрест и 2304 (5,1%) в округе Ламар.
По данным Бюро переписи населения США , город имеет общую площадь 54,3 квадратных миль (140,6 км 2 ), из которых 53,4 квадратных миль (138,3 км 2 ) приходится на сушу и 0,89 квадратных миль (2,3 км 2 ), или 1,63% - вода. 
Хаттисберг находится в 74 милях (119 км) к северу от Билокси и в 90 милях (140 км) к юго-востоку от Джексона, столицы штата.

## Экономика
В Хаттисберге присутствуют  несколько национальных бизнес-подразделений, которые обеспечивают тысячи рабочих мест по всему Сосновому поясу. Здесь размещаются филиалы Kohler Engines и BAE Systems Inc. , а также Berry Plastics и Coca-Cola Bottling Company United , Pepsi Cola Bottling Co. и Budweiser Distribution Co. , Sunbeam (совместно с Mr. Coffee и Coleman Company ) и Kimberly-Clark.
Regions Financial Corporation управляет крупным операционным центром в городе. Компания Jones Capital недавно отпраздновала закладку фундамента своей новой корпоративной штаб-квартиры стоимостью 50 миллионов долларов в Мидтауне Хаттисберга, напротив Университета Южного Миссисипи. Компания Jones работает по всему миру, в ней работает более 1000 сотрудников, 500 из которых работают в штате Миссисипи. Новая штаб-квартира будет служить основным офисом для более чем 300 сотрудников.